# سار
سارها پرندگانی با جثهٔ کوچک تا متوسط و پر جنب و جوش و پرسروصدا هستند. سارها از گنجشک‌سانان بوده و در خانوادهٔ زیست‌شناسی سارها یا ساران (Sturnidae) طبقه‌بندی شده‌اند. این پرندگان به‌طور کلی همه‌چیزخوار بوده و از حشره‌ها، میوه‌ها، دانه‌ها و سایر بخش‌های گیاهان، تغذیه می‌کنند.

## زیستگاه
سارها در جهان پراکنش گسترده‌ای داشته و در بسیاری از کشورها و مناطق مختلف مشاهده شده‌اند. این پرندگان به‌طور طبیعی ساکن آفریقا، آسیا، اروپا، شمال استرالیا و برخی از جزایر مناطق گرمسیر هستند. چند گونه از این پرندگان به مناطقی مانند آمریکای شمالی، هاوایی و نیوزیلند به‌طور غیرطبیعی وارد شده و به عنوان گونه‌ای مهاجم در نظر گرفته می‌شوند.
سارها در جنگل‌ها، روستاها، باغ‌ها، علف زارها و لابه لای درختان و نی زارها زندگی می‌کند.

## تولیدمثل

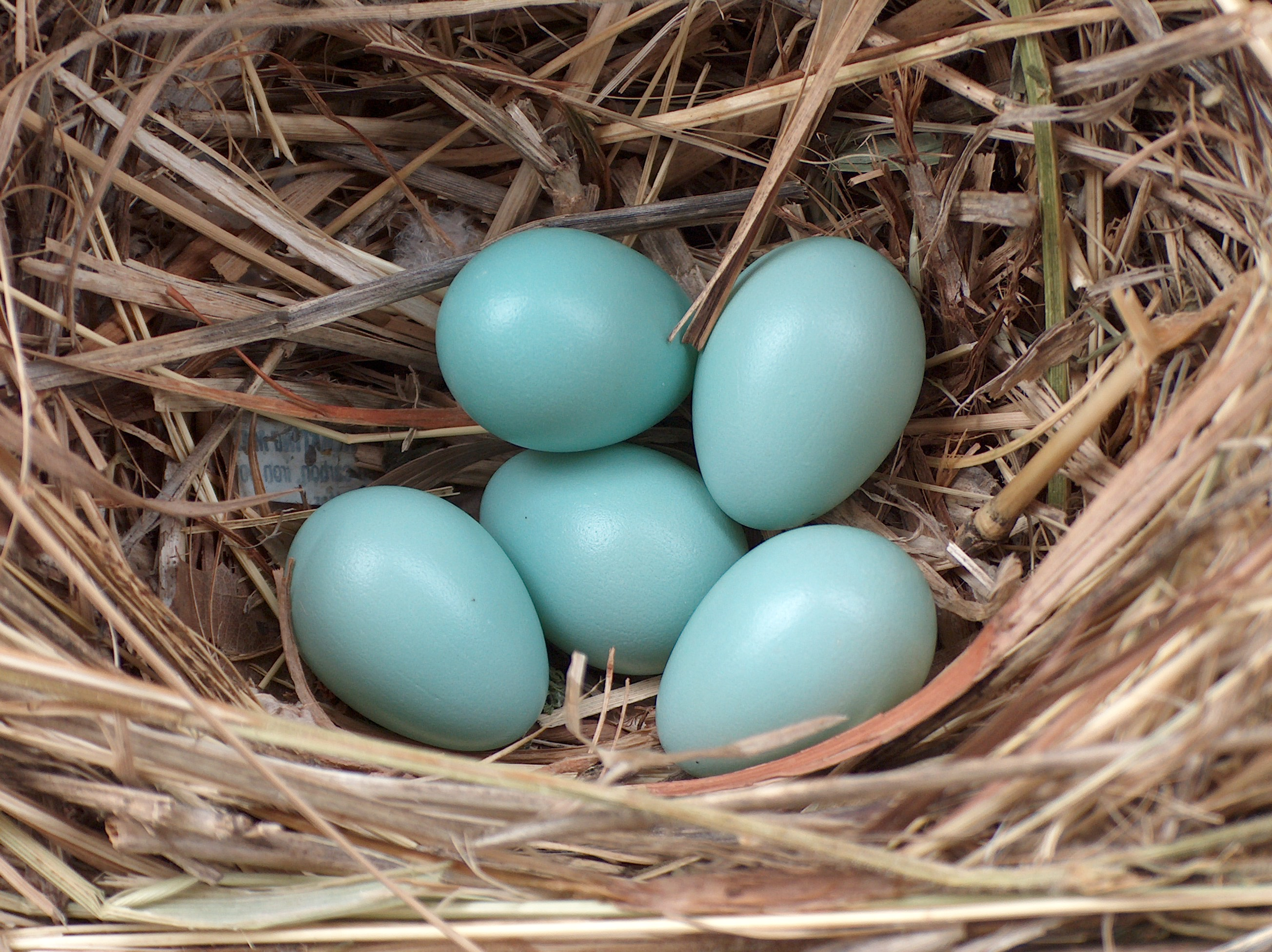
تخم‌های یک سار اروپایی

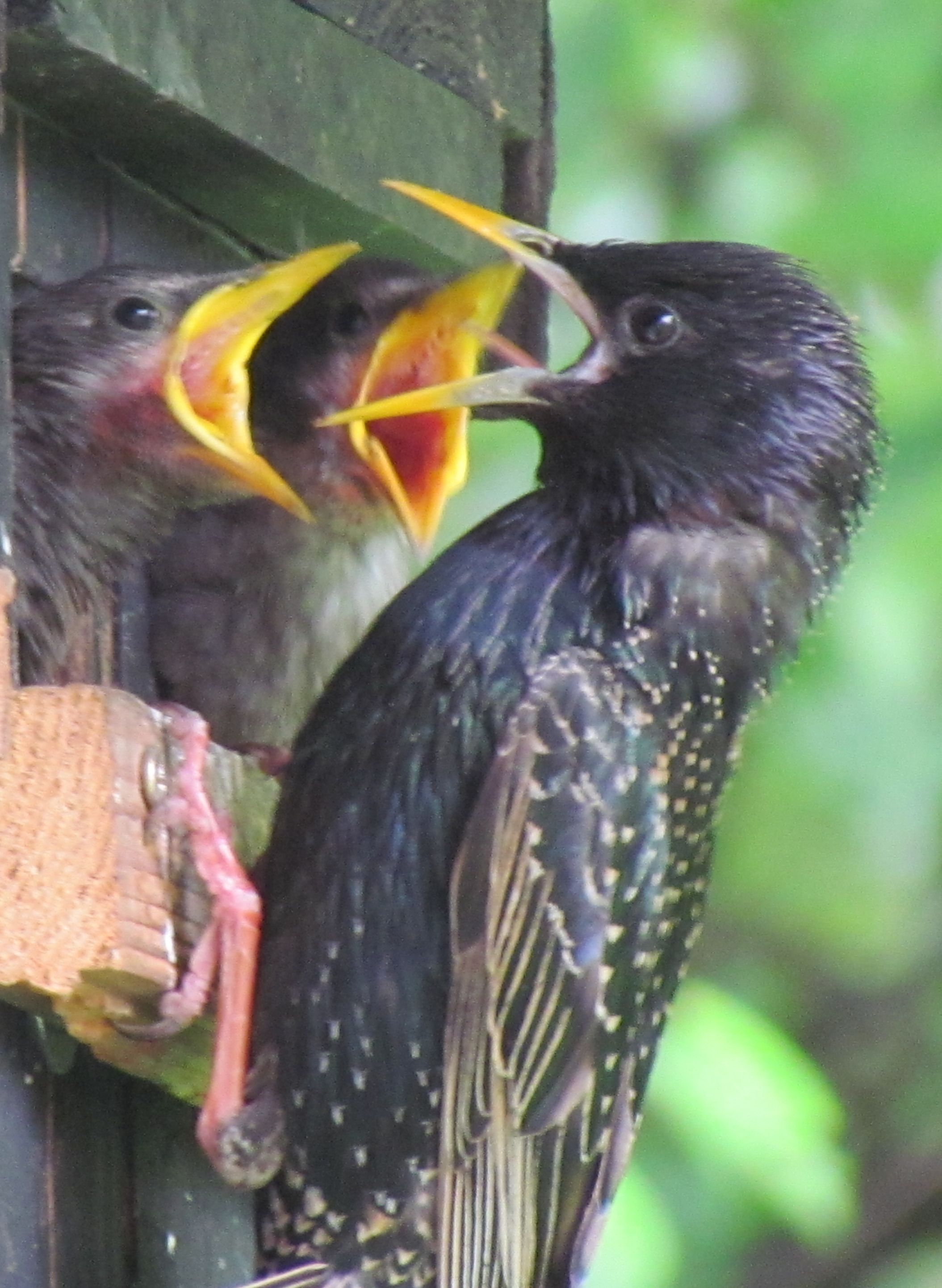
سار بالغ در حال غذا دادن به جوجه‌ها

سار ماده در سوراخ درخت‌ها یا دیوارهٔ ساختمان‌ها، ۵ تا ۷ تخم تقریباً آبی یا سفید رنگ می‌گذارد. هر دو جفت به نوبت ۱۲ تا ۱۵ روز روی تخم‌ها می‌خوابند. جوجه‌ها می‌توانند پس از ۲۰ تا ۲۲ روز پرواز کنند.

## رفتارشناسی

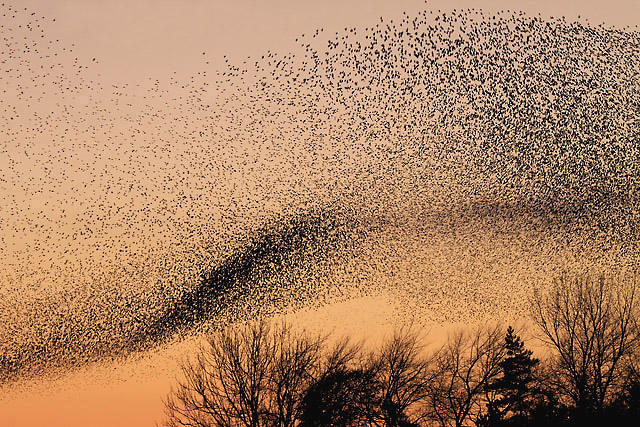
زمزمه سارها در گرتنا

سارها پرندگانی اجتماعی هستند و معمولاً به صورت گروهی زندگی می‌کنند. زندگی اجتماعی سبب می‌شود که آن‌ها در مقابل دشمن مقاوم تر باشند. اما این نوع زندگی، زیان‌هایی نیز دارد که یکی از آن‌ها، مشکل تقسیم غذاست. از سوی دیگر، با آن که در زندگی انفرادی، مشکل تقسیم غذا وجود ندارد، خطر دشمنان بیش تر است. سارها را گاه می‌توان در دسته‌های چند هزار تایی دید که به سرعت روی زمین راه می‌روند و در حال تغذیه هستند و گاهی هنگام پرواز تعداد آن‌ها آن‌قدر زیاد می‌شود که آسمان را سیاه می‌کنند. معمولاً کشاورزان با سارها رابطهٔ خوبی ندارند؛ زیرا آن‌ها برای یافتن غذا غالباً در دسته‌های بزرگ، به باغ‌ها و درختان و مزرعه‌ها هجوم برده و به کشاورزان خسارت وارد می‌کنند. سارها در کنترل آفت‌ها نقش مهمی دارند.

## طبقه‌بندی
خانوادهٔ سارها متشکل از حدود ۳۰ سردهٔ مجزا و چندین گونه و زیرگونه است. در قرن ۱۹ میلادی چند سرده و گونه از سارها مانند سار شانه‌به‌سر، سار رودریگز و سار موریس منقرض شده‌اند.

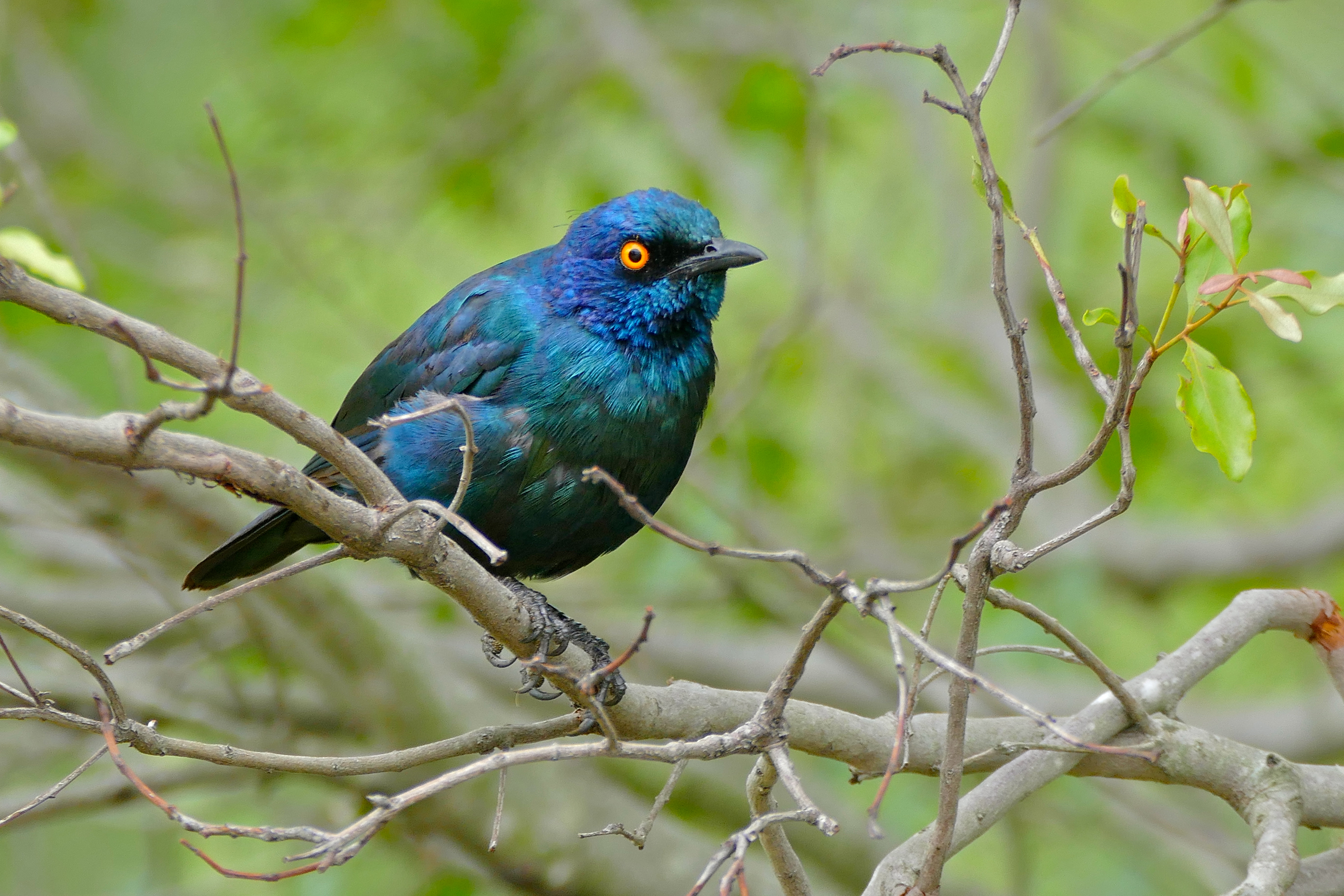
سار دماغه (Lamprotornis nitens)

برخی از سرده‌های فعلی و زنده خانوادهٔ سارها عبارت اند از:
دارخزک فیلیپینی شامل ۳ گونه
میناهای تپه‌ای شامل ۵ یا ۶ گونه
میناهای معمولی شامل ۱۰ گونه
سارهای آسیایی شامل ۲ گونه
سارهای درخشان شامل ۲۰ گونه
بال‌خاکستری‌ها شامل ۵ گونه
سارهای سیاه‌براق
سار پشت‌بنفش
سار رخ‌سفید
سار شکم‌سیاه
سار صورتی

## نگارخانه

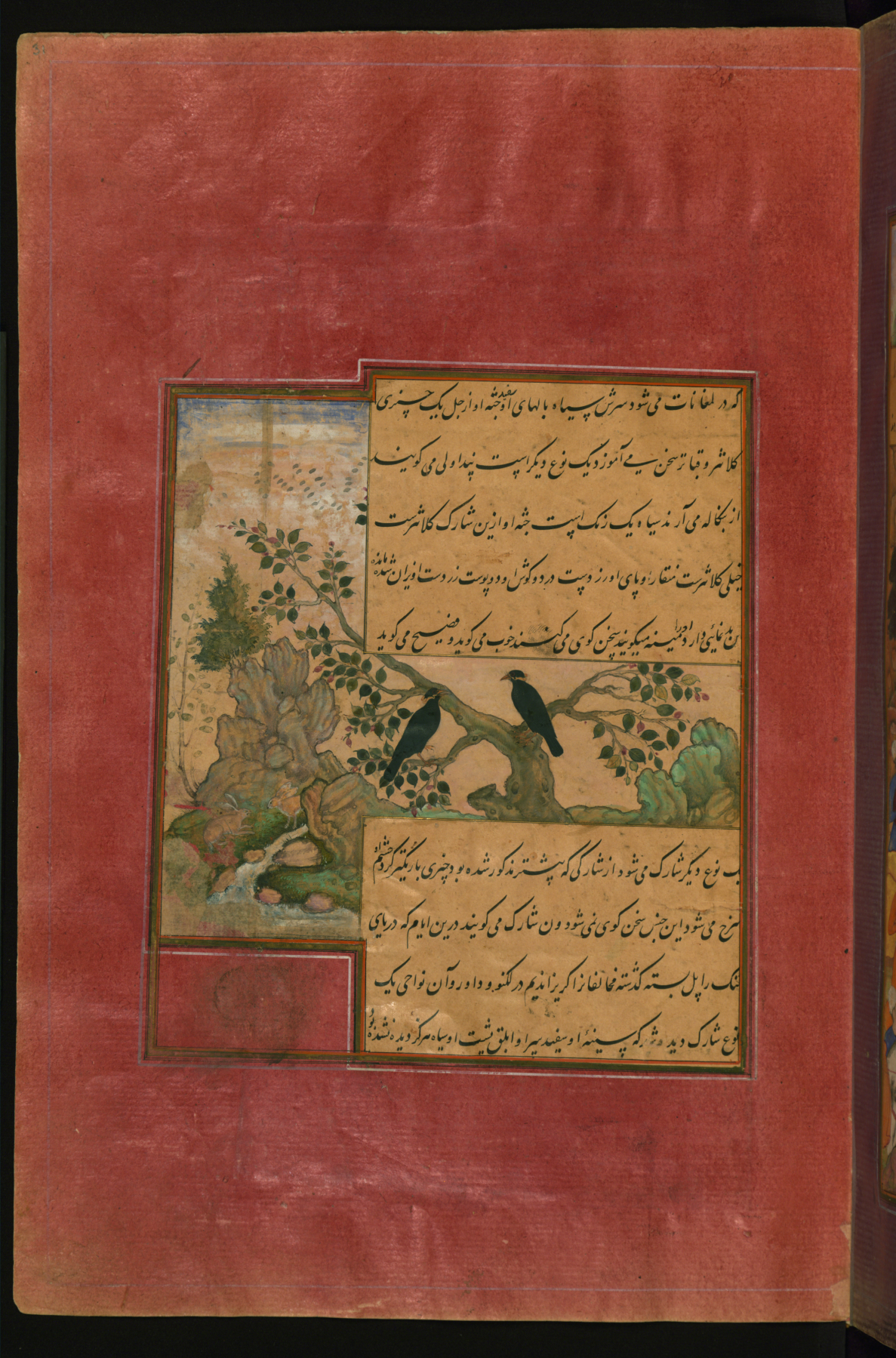